# Світанок-Агросвіт (футбольний клуб)
Футбольний клуб «Світанок-Агросвіт» — український аматорський футбольний клуб із села Шляхова Бершадського району Вінницької області, заснований у 2017 році. Виступає у Чемпіонаті та Кубку Вінницької області. Домашні матчі приймає на стадіоні «Шляхова-Арена» в селі Шляхова.

## Досягнення

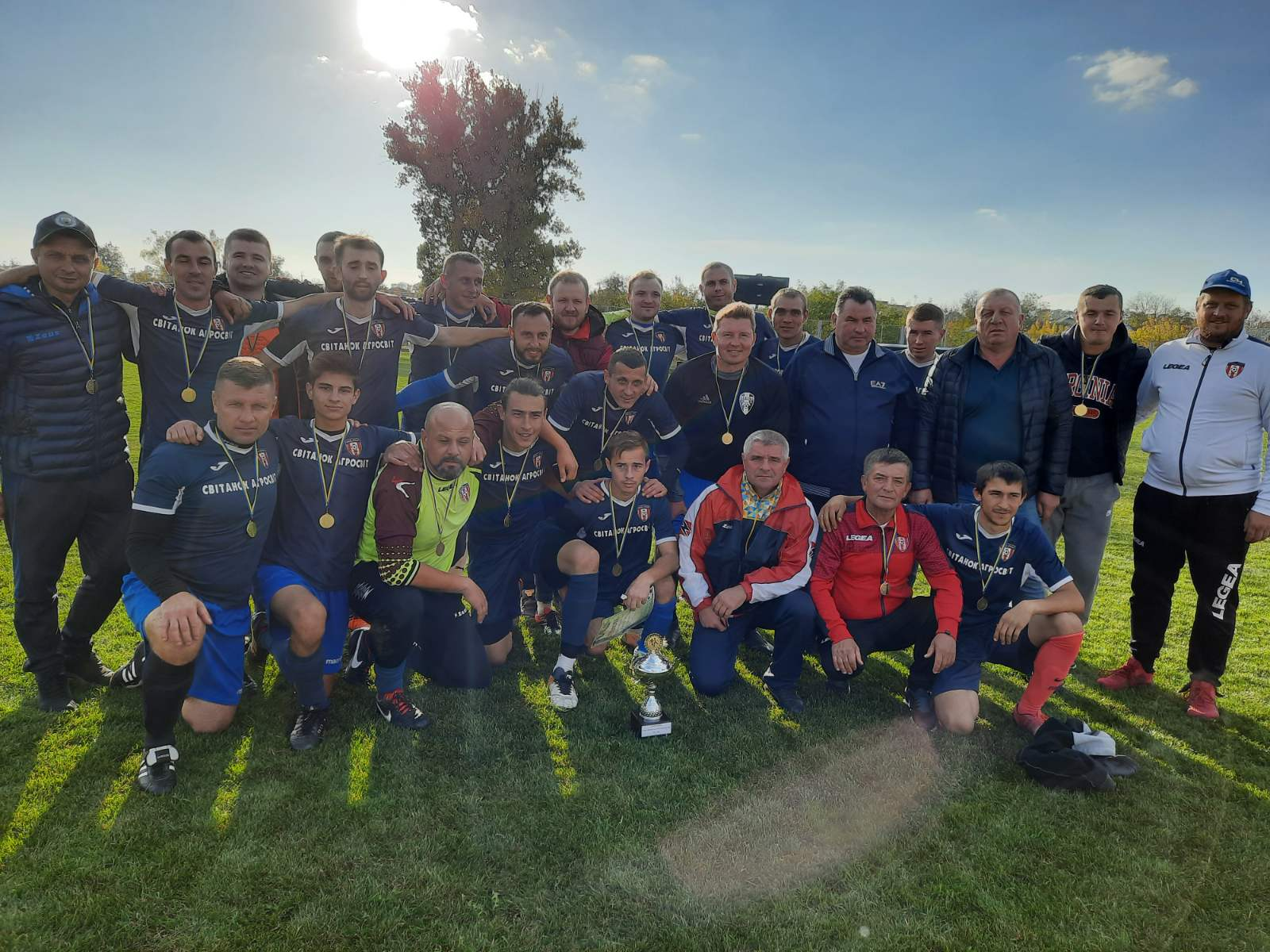
ФК «Світанок-Агросвіт» з Кубком Джулинської футбольної ліги-2021

- Чемпіонат Вінницької області
  - Чемпіон: 2018, 2019
- Кубок Вінницької області
  - Фіналіст: 2017.
  -  Володар Кубку : 2019
- Відкритий чемпіонат UmanChamp
  - Чемпіон : 2020

## Відомі гравці
До списку гравців потрапили футболісти, які мають досвід виступів у Вищій та Першій лігах чемпіонату України або зіграли щонайменше 100 матчів на професіональному рівні
- Олександр Бессараб
- Андрій Веретинський
- Валенин Вишталюк
- Сергій Волосов
- Валерій Гайдаржі
- Віталій Жеребкін
- Віталій Кондратюк
- Сергій Кучеренко
- Дмитро Лелюк
- Роман Луценко
- Ігор Ляхович
- Сергій Підвальний
- Володимир Рацький
- Сергій Рева
- Олександр Розлач
- Сергій Собещаков
- Микола Стус
- Олександр Трапля
- Олександр Хлапонін
- Володимир Чеховський
- Альберт Шахов
- Максим Штаєр
- Сергій Яковець